# Daikansho
Sede administrativa do Daikan.
Durante a Era Tokugawa um dos principais daikanshos era localizado na cidade de Kyoto.